# Isac Lidberg
Isac Alexi Sivert Lidberg (* 8. September 1998 in Stockholm) ist ein schwedischer Fußballspieler, der beim SV Darmstadt 98 unter Vertrag steht.

## Karriere
Bis 2015 spielte Lidberg in der Jugend von Hammarby IF, ehe er für die Saison 2015/16 in die 1. Mannschaft geholt wurde. Von April 2016 bis Dezember 2016 wurde Lidberg von Hammarby IF zu Enskede IK ausgeliehen und wechselte im März 2017 von Hammarby zu Åtvidabergs FF. In dieser Zeit spielte er auch für die Jugendnationalmannschaften Schwedens und durchlief dort die U16 (7 Spiele, 3 Tore), U17 (9 Spiele, 7 Tore), U18 (6 Spiele, 5 Tore) und U19 (9 Spiele, 2 Tore). Lidbergs letzter Auftritt in der schwedischen Jugendnationalmannschaft war am 8. Juli 2017 im U19-Europameisterschafts-Gruppenspiel gegen Portugals U19.
Im Januar 2018 wechselte Lidberg von Schweden und Åtvidabergs FF nach Norwegen zu Start Kristiansand, welche ihn von März 2018 bis Juli 2018 an FK Jerv, von August 2018 bis Dezember 2018 an Ham-Kam und von Februar 2019 bis November 2019 an IF Brommapojkarna ausliehen. Es folgte die Rückkehr nach Schweden zu Gefle IF in der Division 1, der dritthöchsten Spielklasse Schwedens, in der Lidberg 22 Tore in 37 Spielen bis Juli 2021 erzielte.
Zur Saison 2021/22 unterschrieb er bei Go Ahead Eagles Deventer in der Eredivisie, der höchsten Spielklasse der Niederlande. Nach zwei Saisons mit 72 Einsätzen und 14 Toren wechselte Lidberg 2023 innerhalb der Liga zum FC Utrecht, wo er 2023/24 in 22 Spielen eingesetzt wurde und 5 Tore schoss.
Lidberg wechselte im Sommer 2024 nach Deutschland in die 2. Fußball-Bundesliga 2024/25 zum SV Darmstadt 98. In seinem ersten Ligaspiel am 25. August 2024 erzielte er gegen den 1. FC Nürnberg (1:1) auch sein erstes Tor für den SV Darmstadt 98. Am 6. Spieltag, beim 5:3-Sieg gegen FC Schalke 04, erzielte Lidberg einen Hattrick.
Für das Spiel der schwedischen Nationalmannschaft am 19. November 2024 gegen Aserbaidschan wurde Lidberg nachnominiert. In der 89. Minute wurde er beim Spielstand von 6:0 eingewechselt.

## Privates
Lidberg ist der Sohn des ehemaligen Ringers Martin Lidberg.